# 猎鹰之屋

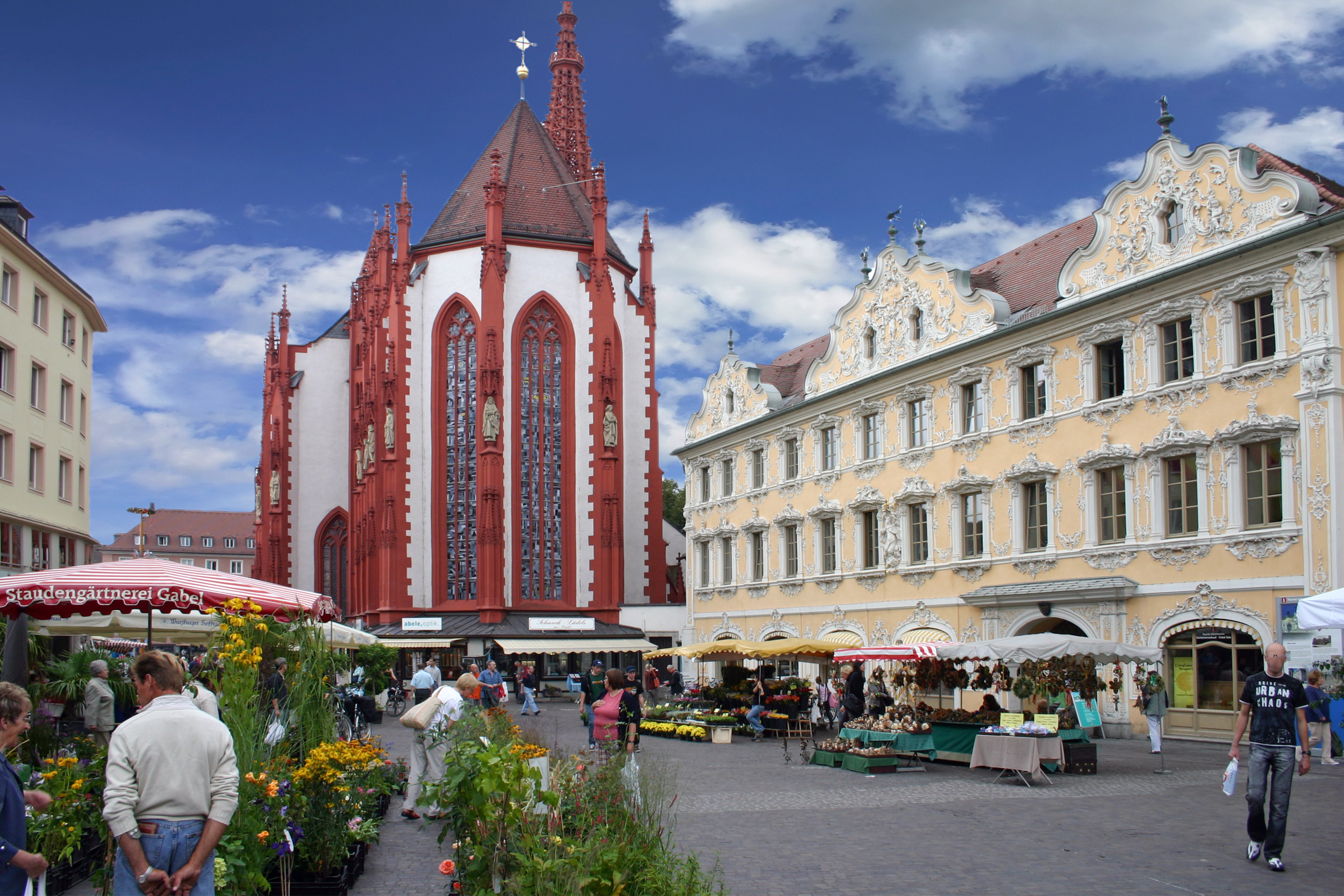
猎鹰之屋、圣母小堂和市场摊位

猎鹰之屋（Falkenhaus）是巴伐利亚州维尔茨堡市中心集市广场上的一座三层建筑。在1735年建成，弗兰克·托马斯·迈斯纳买下这所房子，开设酒店。1751年，迈斯纳的遗孀兴建了 洛可可立面。直到19世纪，猎鹰之屋是维尔茨堡唯一的音乐会和舞厅。 
1939年，猎鹰之屋由维尔茨堡市买下。在第二次世界大战中，维尔茨堡遭到轰炸，猎鹰之屋的立面完全倒塌。由于被破坏的建筑物位于广场最突出的位置，1947年起加以重建，外立面保持原样，内部按现代用途改造。1952年以来，此处设有游客中心和图书馆。
猎鹰之屋的一侧毗邻圣母小堂（Marienkapelle），另一侧是Kaufhof商店。